# Пегилирование

Полиэтиленгликоль

Пегилирование, пэгилирование  — это ковалентная модификация пептидов, белков и других объектов (липосом, наночастиц, лекарственных средств) фрагментами полиэтиленгликоля (ПЭГ) для улучшения определённых их свойств. Пегилирование позволяет увеличить молекулярную массу модифицируемой молекулы или частицы и тем самым замедлить её выведение через почки, затруднить подход к ней антител и протеолитических ферментов, а также отрегулировать её биораспределение и улучшить растворимость
Пегилирование обычно достигается путем инкубации реактивного производного ПЭГ с целевой молекулой. Ковалентное присоединение ПЭГ к лекарству или терапевтическому белку может «маскировать» препарат от иммунной системы хозяина (снижая иммуногенность и антигенность), а также увеличивать его гидродинамический размер (размер в растворе), что продлевает время его циркуляции за счет снижения почечного клиренса. Пегилирование также может обеспечить растворимость в воде гидрофобных лекарств и белков. Доказав свои фармакологические преимущества и приемлемость, технология пегилирования стала основой растущей многомиллиардной индустрии.

## Методология

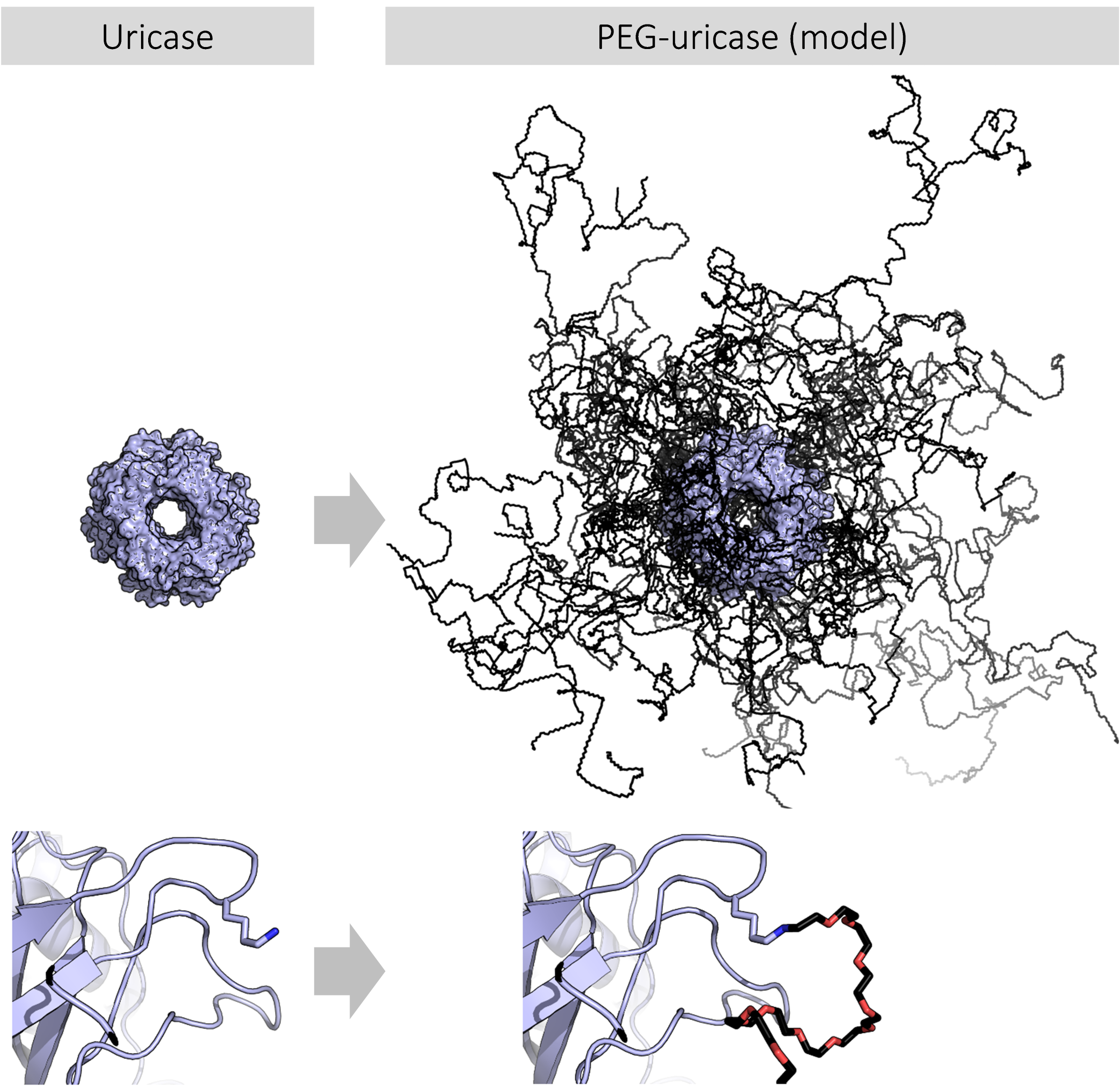
Сравнение уриказы и пегилированной уриказы, содержащей 40 остатков ПЭГ

Пегилирование обычно осуществляется при помощи химических реакций между макромолекулами ПЭГ, содержащими определённые реакционноспособные группы, и функциональными группами пегилируемого объекта (белка, пептида, частицы и др.). Например, ПЭГ с концевой малеимидной группой может ковалентно присоединяться к белкам за счёт реакции с тиольными группами, присутствующими в остатках цистеина.
Первым этапом пегилирования является соответствующая функционализация ПЭГ на одном или обоих концах. ПЭГ, активированные на каждом конце одинаковой функциональной группой, известны как гомобифункциональные; если же функциональные группы различны, то производное ПЭГ называют гетеробифункциональным или гетерофункциональным. Активированные производные ПЭГ служат для дальнейшего присоединения ПЭГ к молекуле субстрата.
Выбор подходящей функциональной группы для производного ПЭГ основывается на типе доступной реакционноспособной группы в молекуле субстрата. У белков типичными реакционноспособными аминокислотами являются лизин, цистеин, гистидин, аргинин, аспарагиновая кислота, глутаминовая кислота, серин, треонин и тирозин. В качестве сайт-специфичных участков можно использовать N-концевую аминогруппу и C-концевую карбоксильную группу.
По мере того как области применения пегилирования становятся все более сложными, растет потребность в гетеробифункциональных ПЭГ для конъюгации. Эти гетеробифункциональные ПЭГ полезны при соединении двух объектов, когда требуется гидрофильный, гибкий и биосовместимый спейсер. Предпочтительными концевыми группами для гетеробифункциональных ПЭГ являются малеимид, винилсульфоны, пиридилдисульфид, амины, карбоновые кислоты и NHS-эфиры.
Существуют пегилирующие агенты, в которых полимер имеет разветвленную, Y-образную или гребенчатую форму и отличается пониженной вязкостью и отсутствием накопления в органах. Также были разработаны ферментативные подходы к пегилированию, что еще больше расширило возможности конъюгации.
Простой и часто используемый процесс пегилирования включает смешивание реагентов в подходящем буферном растворе, предпочтительно при температуре от 4 до 6 °C, с последующим разделением и очисткой желаемого продукта с помощью подходящего метода, основанного на его физико-химических свойствах, в том числе эксклюзионной хроматографии, ионообменной хроматографии, гидрофобной хроматографии.
Пегилирование повышает безопасность и эффективность многих терапевтических препаратов, а также приводит к изменению физико-химических свойств, в том числе изменению конформации, электростатического связывания, гидрофобности и т. д. Эти физико-химические изменения увеличивают системное удерживание терапевтического агента. Кроме того, они могут влиять на сродство терапевтического вещества к клеточными рецепторам и изменять характер всасывания и распределения.
Увеличивая молекулярную массу молекулы, пегилирование может дать несколько значительных фармакологических преимуществ по сравнению с немодифицированной формой: улучшенную растворимость препарата, снижение частоты дозирования с потенциально сниженной токсичностью и без снижения эффективности, увеличение срока циркуляции, повышение стабильности препарата и усиление защиты от протеолитической деградации.

## Пегилированные препараты
Впервые о прикреплении инертного и гидрофильного полимера как методе повышения времени удержания белков в крови и регулирования их имуногенности было сообщено около 1970 года. В качестве полимера был выбран полиэтиленгликоль. В 1981 году Дэвис и Абуховски основали компанию Enzon, Inc., которая вывела на рынок три препарата с пегилированным действующим веществом.
Первым пегилированным белком, одобренным FDA в марте 1990 года для выхода на рынок, стал препарат Adagen (пегадемаза бычья) производства Enzon Pharmaceuticals (США), используемый для лечения одной из форм тяжелого комбинированного иммунодефицита. Затем последовало большое количество фармацевтических препаратов на основе пегилированных белков и пептидов, некоторые из которых находятся на стадии клинических испытаний или разработки. Продажи двух наиболее успешных препаратов, Pegasys и Neulasta, в 2011 году превысили 5 миллиардов долларов. Все коммерчески доступные пегилированные препараты содержат метоксиполиэтиленгликоль (мПЭГ).

## Ограничения
Непредсказуемость времени клиренса пегилированных соединений может привести к накоплению в печени высокомолекулярных соединений, приводящих к образованию телец включения, токсикологические последствия чего не известны. Кроме того, экспериментальные условия реакции пегилирования (т. е. pH, температура, время реакции и молярное соотношение между производным ПЭГ и субстратом) также влияют на стабильность конечных продуктов пегилирования. Для преодоления вышеупомянутых ограничений были предложены различные стратегии, такие как изменение размера, расположения молекулы ПЭГ, количества остатков и типа связи. Перспективной альтернативой пегилированию и способом решения проблемы биоразлагаемости ПЭГ является конъюгация с биоразлагаемыми полисахаридами.

## Применение
- Улучшение фармакокинетического профиля препаратов
- Стабилизация белков и ферментов
- Увеличение времени циркуляции наноматериалов в организме
- Улучшение проникновения коллоидных частиц через слизистые оболочки